# Паркер (Ајдахо)
Паркер (енгл. Parker) град је у америчкој савезној држави Ајдахо.

## Демографија
По попису из 2010. године број становника је 305, што је 14 (-4,4%) становника мање него 2000. године.
| Група             | 2000.       | 2010.       |
| Белци             | 311 (97,5%) | 284 (93,1%) |
| Афроамериканци    | 0 (0,0%)    | 0 (0,0%)    |
| Азијати           | 0 (0,0%)    | 0 (0,0%)    |
| Хиспаноамериканци | 7 (2,2%)    | 14 (4,6%)   |
| Укупно            | 319         | 305         |